# لوئیجی سورنتینو
لوئیجی سورنتینو (انگلیسی: Luigi Sorrentino؛ زادهٔ ۳۰ ژانویهٔ ۱۹۹۱) بازیکن فوتبال اهل ایتالیا است.
از باشگاه‌هایی که در آن بازی کرده‌است می‌توان به باشگاه فوتبال مونتسا و باشگاه فوتبال ناپولی اشاره کرد.